# Dick Thornett
Richard Norman „Dick“ Thornett (* 23. September 1940 in Sydney; † 12. Oktober 2011 ebenda) war ein  australischer Wasserball-, Rugby-League- und Rugby-Union-Spieler.
Für Australien gehörte Thornett zur Wasserballauswahl beim olympischen Turnier 1960, war Forward der Wallabies, der Rugby-Union-Auswahl und der Kangaroos, der Rugby-League-Auswahl. Er ist damit einer von nur fünf Australiern, die in drei Sportarten Nationalspieler ihrer Heimat wurden. Als Rugbyspieler war er mit einem Gewicht von knapp über 100 kg ein gefürchteter Spieler im Ruck und trotz desselben ein schneller und cleverer Ballträger.

## Wasserball
Thornett spielte für den Wasserballclub des Sydneyer Vorortes Bronte und 1959/60 für die Auswahl von New South Wales. Er war so erfolgreich, dass er 1960 in den Kader der australischen Nationalmannschaft berufen wurde. Beim olympischen Wasserballturnier 1960 kam er in zwei Vorrundenspielen, gegen Südafrika und Jugoslawien, zum Einsatz. Beide Spielen gingen jedoch verloren. Wegen des großen Aufwandes für die Olympischen Spiele litt 1960 seine Rugby-Karriere. Nach dem olympischen Turnier spielte er lediglich zwei weitere Jahre Wasserball, da er sich auf den Rugby konzentrierte und dieser dem Wassersport nicht mehr genug Zeit ließ.

## Rugby Union
Thornett begann an der Schule mit dem Rugby, 1958 spielte er erstmals mit 17 Jahren in der Herrenmannschaft des Randwick DRUFC. Er begann als Back Rower, später und in der Nationalmannschaft aber häufiger als Lock. Für die Wallabies kam er am 10. Juni 1961 gegen Fidschi zu seinem Debüt. Insgesamt spielte er 1961/62 in elf Spielen, bei denen er zwei Versuche erzielen konnte.

## Rugby League
Wegen seiner Leistungen im Rugby Union wurden einige Rugby-League-Clubs auf Thornett aufmerksam. Auf ein Angebot des Clubs seines Bruders Ken, den Parramatta Eels aus Sydney, wurde er Anfang 1963 Rugby-Profi und wechselte zum League-Code. Für die Eels spielte er in neun Spielzeiten 168 mal. Auch als League-Second-Row-Spieler machte er schnell von sich reden und wurde bereits im Sommer desselben Jahres für zwei Spiele gegen Südafrika für die Kangaroos eingesetzt. Bis 1968 wurde er in insgesamt 14 Tests für seine Heimat eingesetzt, darunter auch dreimal bei der Rugby-League-Weltmeisterschaft 1968, wo er Weltmeister wurde.
Seine beiden älteren Brüder Ken und John waren ebenfalls erfolgreiche Rugby-Nationalspieler; Ken im Rugby League, John im Rugby Union. Mit beiden spielte Dick Thornett einige Länderspiele gemeinsam.